# Максимівська сільська рада (Кременчуцький район)
Максимівська сільська рада — колишній орган місцевого самоврядування у Кременчуцькому районі Полтавської області з центром у селі Максимівка.

## Населені пункти
- с. Максимівка

## Влада
Загальний склад ради — 16
Сільські голови
- Крівченко Анатолій Іванович

31.10.2010 — зараз
23.10.2006 — 31.10.2010